# Saison 6 de Meurtres au paradis
Chronologie
Saison 5 Saison 7
Cet article présente les épisodes de la sixième saison de la série télévisée Meurtres au paradis.

## Distribution

### Acteurs principaux
- Kris Marshall (VF : Bruno Choël) : Inspecteur-chef Humphrey Goodman (épisodes 1-6)
- Ardal O'Hanlon (VF : Daniel Lafourcade) : Inspecteur-chef Jack Mooney (épisodes 5-8)
- Danny John-Jules (VF : Jean-Paul Pitolin) : Agent Dwayne Meyers
- Joséphine Jobert (VF : Joséphine Jobert) : Sergent Florence Cassell
- Tobi Bakare (de) : Agent J.P. Hooper

### Acteurs récurrents
- Élizabeth Bourgine (VF : Élisabeth Bourgine) : Catherine Bordey, la mère de Camille
- Don Warrington (en) (VF : Daniel Kamwa) : Commandant Selwyn Patterson, chef de la police de Sainte-Marie
- Grace Stone (VF : Geneviève Doang) : Siobhan Mooney, fille de l'inspecteur-chef Jack Mooney (épisodes 6-8)
- Ram John Holder (en) (VF : Jean-Michel Martial) : Nelson Meyers, père de Dwayne (épisodes 5-6)
- Sally Bretton (en) (VF : Charlotte Marin): Martha Lloyd (épisodes 3-6)

## Liste des épisodes
Sauf indication contraire, les informations mentionnées dans cette section peuvent être confirmées par la base de données cinématographiques IMDb,  présente dans la section « Liens externes ».

### Épisode 1:Sur la pente du volcan
- Royaume-Uni : 5 janvier 2017 sur BBC One
- France : 5 juin 2017 sur France 2

- Adrian Rawlins : Stephen Langham
- Natasha Little : Victoria Baker
- Douglas Hodge : Daniel Langham
- Emily Taaffe (en) : Megan Colley / Emer Byrne
- Cyril Nri (en) : Joseph Richards
- Murielle Hilaire : Justine Tremblay

La mort du scientifique Stephen Langham sur les pentes d'un volcan en activité se révèle une affaire difficile à résoudre pour Humphrey et l'équipe quand tout semble pointer vers une mort naturelle. Humphrey, cependant, est intrigué par l'absence de la torche de Langham, et n'écarte pas la piste criminelle. Les collègues de Langham, Victoria, Bethan et son frère Daniel ont tous des alibis solides.

### Épisode 2:Le Flamboyant
- Royaume-Uni : 12 janvier 2017 sur BBC One
- France : 5 juin 2017 sur France 2

- Royaume-Uni : 9,39 millions de téléspectateurs (première diffusion)

- Fiona Allen : Dr Anna Wolf
- Kemi-Bo Jacobs : Esther Monroe
- Ramon Tikaram (en) : Oliver Wolf
- Angela Wynter (en) : Sylvie Baptiste
- Monica Dolan : Patricia Lawrence
- Caroline Lee-Johnson (en) : Lizzie Baptiste

### Épisode 3:La Maison Cécile
- Royaume-Uni : 19 janvier 2017 sur BBC One
- France : 12 juin 2017 sur France 2

- Royaume-Uni : 8,91 millions de téléspectateurs (première diffusion)

- Kerry Fox : Linda Taylor
- Jason Hughes : Elliot Taylor
- Kingsley Ben-Adir : Irie Johnson
- Mark Powley (en) : Charlie Taylor
- Gary Beadle (en) : Samuel Palmer
- Angela Bruce (en) : Ernestine Gray

### Épisode 4:Une victoire de courte durée
- Royaume-Uni : 26 janvier 2017 sur BBC One
- France : 12 juin 2017 sur France 2

- Royaume-Uni : 8,67 millions de téléspectateurs (première diffusion)

- Fraser James : Gus Coleman
- Kedar Williams-Stirling : Torey Martin
- Treva Etienne : Jerome Martin
- Nadine Marshall (en) : Sabrina Martin
- Michael Wildman : Archer Browne

Un des joueurs d'une équipe de cricket de Saint-Marie est retrouvé mort sur le terrain au petit matin. Un match de gala, permettant de récolter des fonds pour pouvoir envoyer son fils se faire hospitaliser aux Etats-Unis, avait eu lieu la veille et il avait fêté la victoire toute la nuit avec quelques membres de l'équipe. 

### Épisode 5:Un homme à la mer(première partie)
- Royaume-Uni : 2 février 2017 sur BBC One
- France : 19 juin 2017 sur France 2

- Royaume-Uni : 8,82 millions de téléspectateurs (première diffusion)

- Claire Rushbrook : Rachel Baldwin
- Anna Crilly (en) : Lucy Chapman
- Sunetra Sarker (en) : Hema Patel
- John Marquez (en) : Tom Lewis
- Amy Beth Hayes : Sophie Boyd
- Luke Newberry : Steve Thomas
- Henry Pettigrew : Dominic Green
- Julian Wadham : Frank Henderson
- Nigel Betts (en) : Martin West

### Épisode 6:Un homme à la mer(deuxième partie)
- Royaume-Uni : 9 février 2017 sur BBC One
- France : 19 juin 2017 sur France 2

- Royaume-Uni : 9,23 millions de téléspectateurs (première diffusion)

- Sally Bretton (en) : Martha Lloyd

- Luke Newberry : Steve Thomas
- Henry Pettigrew : Dominic Green
- Julian Wadham : Frank Henderson
- Nigel Betts (en) : Martin West
- Polly Kemp : Katherine Baxter
- Amy Beth Hayes : Sophie Boyd
- John Marquez (en) : Tom Lewis

L'enquête se poursuit à Londres, avec le soutien de JP à Saint-Marie, et se complique même lorsque l'un des suspects se suicide à son bureau.

### Épisode 7:Erreur sur la personne
- Royaume-Uni : 16 février 2017 sur BBC One
- France : 26 juin 2017 sur France 2

- Royaume-Uni : 8,97 millions de téléspectateurs (première diffusion)

- John Ross Bowie : Tyler McCarthy
- Olivia Llewellyn (en) : Nadine Hunter
- Susannah Doyle (en) : Julie Matlock
- Chloe Pirrie : Grace Matlock
- Charles Bababola : Kai Johnson
- Jude Akuwudike (en) : Tony Garret
- Tony Gardner (en) : Ian Matlock

### Épisode 8:Jour de vote
- Royaume-Uni : 23 février 2017 sur BBC One
- France : 26 juin 2017 sur France 2

- Royaume-Uni : 8,96 millions de téléspectateurs (première diffusion)

- Cecilia Noble (en): Edwina Bousquet
- Dominic Coleman (en) : Révérend Matthew Dawson
- T'Nia Miller : Judith Dawson
- Nicolas Gleaves : Peter Baxter
- Ash Hunter : Kemar Pearce
- Geoffrey Burton : Victor Pearce